# Ursula Andress
Ursula Margo Andress (Ostermundigen, 19 de março de 1936) é uma atriz de cinema suíça. Foi um dos grandes símbolos sexuais das telas na década de 1960,:37 lançada como bond girl no primeiro filme de James Bond,  007 Contra o Satânico Dr. No (1962) e logo na sequência foi chamada por Elvis Presley para participar do filme, Fun in Acapulco (1963). Seguiu em comédias, filmes de aventura e eróticos como 007 Cassino Royale, O Que é Que Há Gatinha?, O Crepúsculo das Águias, entre outros, sempre fazendo papéis sensuais, que exploravam sua beleza física.
A participação no filme de 007, que a transformou numa sensação mundial, também lhe deu um Globo de Ouro de Revelação Feminina daquele ano, que dividiu com as atrizes Tippi Hedren e Elke Sommer, e foi nomeada como "Estrela de Amanhã".:37 Pioneira no papel que seria rotulado como bond-girl na história do cinema, é considerada em diversas pesquisas de fãs e críticos através das décadas como a maior delas em todos os tempos, e é também a única atriz a ter feito dois papéis principais femininos em dois filmes de James Bond, Honey Ryder, em Dr. No, e Vesper Lynd, na paródia de Bond de 1967, Casino Royale.

## Biografia

### Início
Nasceu numa pequena cidade próximo de Berna, filha da suíça Anna e de Rolf Andress, um diplomata alemão que foi expulso da Suíça por motivos políticos. Ela passou então, com toda a família, quatro irmãs e um irmão, a ser criada pelo avô, um severo desenhista de jardins. Fluente em inglês, francês, italiano e alemão, iniciou sua carreira como modelo em Roma, onde conseguiu os seus pequenos primeiros papéis na indústria cinematográfica italiana, estreando com uma pequena aparição na comédia satírica Un americano a Roma, estrelado por Alberto Sordi e produzido por Dino De Laurentiis e Carlo Ponti, em 1954.
Em 1957 foi descoberta e casou-se com o ator e diretor John Derek, que começou a cuidar de sua carreira – ele faria o mesmo com sua próxima esposa, Bo Derek – e a dirigiria em dois filmes de menor repercussão nos anos 60.:225 Foi Derek quem conseguiu o teste e a aconselhou a fazer Dr. No, seu primeiro filme em cinco anos – até então havia feito apenas três pequenos filmes e estava mais interessada em viver como esposa do que como atriz de cinema –  que a transformaria numa estrela internacional.

### Dr. No
Andress tornou-se famosa no papel de Honey Ryder, a caçadora de conchas do primeiro filme da franquia de James Bond, 007 contra o Satânico Dr. No, de 1962. No filme, ela aparece em cena – no que se tornaria um momento icônico na história do cinema e da moda– surgindo do Mar do Caribe vestida num minúsculo biquíni branco portando uma grande faca de mergulho enfiada num cinto no quadril, cantando um calypso. Falando um inglês ainda com sotaque, ela foi dublada no filme pela dubladora e técnica vocal alemã Nikki van der Zyle e a cena cantando pela cantora britânica Diana Coupland.

Andress como Honey Ryder em 007 contra o Satânico Dr. No (1962).

A cena fez de Ursula a "bond girl quintessencial", criou um momento definitivo na história do cinema e ajudou a franquia a estabelecer sua enorme legião de fãs através do mundo. Sobre ele, ela declarou anos mais tarde:" Eu devo minha carreira àquele biquíni. Ele me transformou num sucesso. Graças a ele e a participar de Dr. No como a primeira bond girl, pude dali em diante escolher meus filmes e ser independente financeiramente". A crítica especializada a definiu como "a mais espetacular peça de arquitetura natural da Suíça desde os Alpes" e um chefe de estúdio de Hollywood como "um dos maiores corpos do mundo ocidental.
O famoso biquíni branco - feito por ela mesma, que não ficou satisfeita com os apresentados pelos figurinistas - foi vendido num leilão em 2001 por £41,125 (cerca de 80 mil dólares), dez vezes mais que um soutien estilizado de Madonna, colocado em oferta na mesma época. Além do sucesso com o público e a imprensa, Dr. No lhe deu um Globo de Ouro de "Revelação do Ano" no ano seguinte. 
Em 1965, faria a capa da revista Playboy e as fotos internas, feitas nas Filipinas durante as filmagens de She, clássico de terror-erótico da Hammer estrelado por Ursula, foram publicadas no maior número de páginas já dedicadas a um modelo na história da revista até ali, tudo fotografado pelo marido, John Derek. Em 2001, a mesma Playboy a nomearia em #19 entre as "100 Estrelas Mais Sexies do Século XX". Em 2005, uma pesquisa nacional do canal britânico de televisão Channel 4 elegeu a cena de Andress de biquíni como #1 entre os "100 Maiores Momentos Sexies" do cinema.

### Carreira posterior
Em 1963, elevada à categoria de estrela, co-estrelou o romântico O Seresteiro de Acapulco com Elvis Presley e a comédia de faroeste Os Quatro Heróis do Texas com Frank Sinatra, Dean Martin e Anita Ekberg. Em 1964 não filmou e no ano seguinte atuou sob a direção do marido em Nightmare in the Sun  e em três sucessos, She, O que é que há, gatinha? e, na Itália, o suspense-futurista A Décima Vítima, com Marcello Mastroianni e direção de Elio Petri.
Depois de Crepúsculo das Águias (1966) com George Peppard, Casino Royale, filme não-oficial de 007 onde foi mais uma vez uma bond girl e Sol Vermelho (1971) com Charles Bronson e Alain Delon, que marcou seu reencontro com o diretor de Dr. No, Terence Young, Andress voltou-se para a Europa, onde durante os anos 70 fez filmes de baixa qualidade artística e pouca expressão. Em 1980, durante as filmagens de Fúria de Titãs, seu último filme de sucesso, conheceu o ator Harry Hamlin, com quem teve um curto relacionamento amoroso mas deste relacionamento teve um filho, Dimitri Alexander Hamlin, aos 44 anos de idade. Após o nascimento do filho, ela reduziu sua carreira no cinema e passou a trabalhar esparsamente apenas em séries e filmes para televisão na Europa. Em abril de 1988 teve uma participação especial na série de televisão norte-americana Falcon Crest.

## Vida pessoal

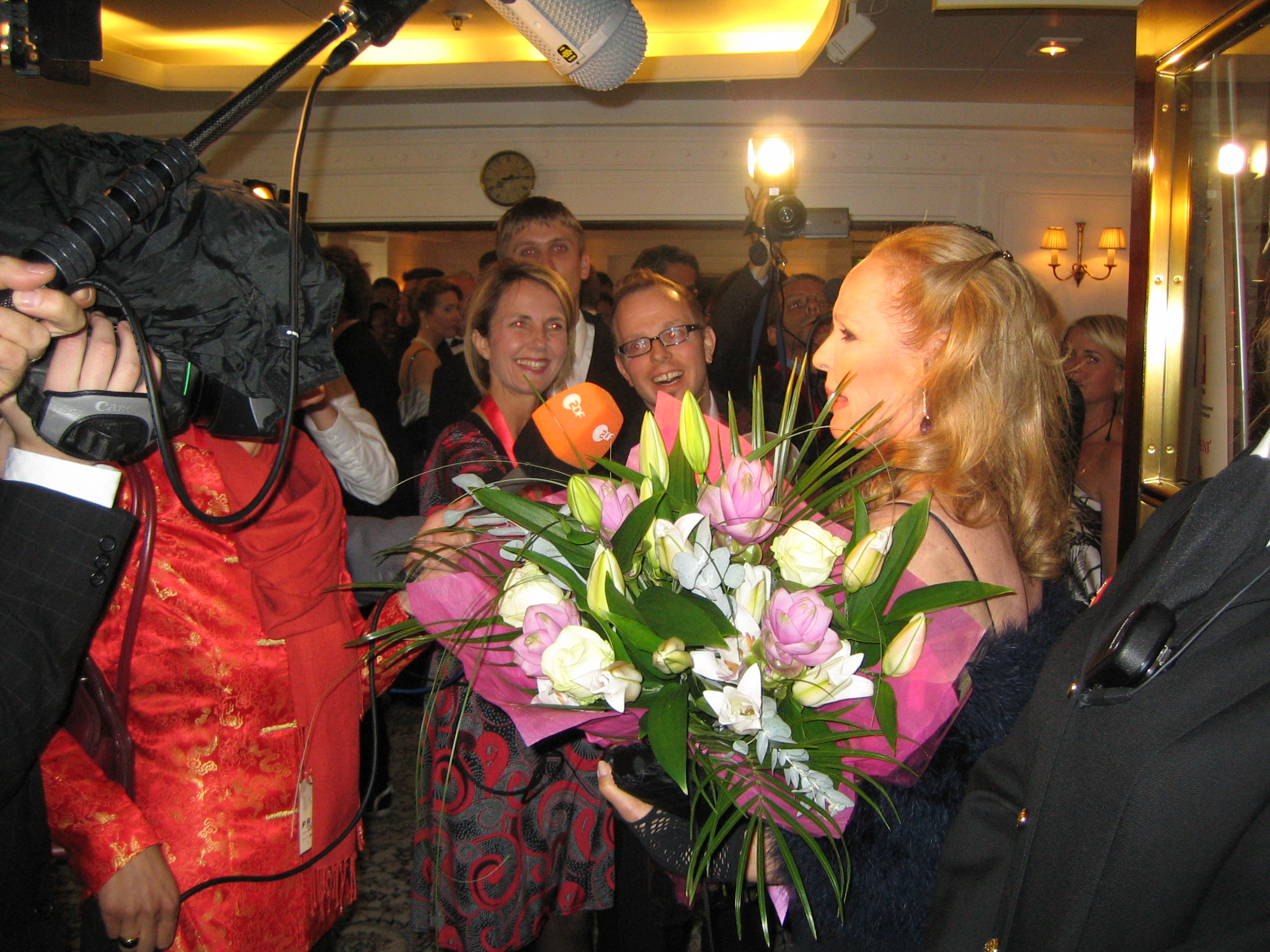
Andress cercada por câmaras de tv na comemoração de seu 70º aniversário em 2006.

Ursula teve uma vida amorosa atribulada, perseguida pelos paparazzi e estampando revistas de celebridades e colunas de fofocas nos anos 60, 70 e 80, com sua privacidade sempre exposta. Entre outros, depois do fim de seu casamento com John Derek, o único com quem se casou, se relacionou com Jean-Paul Belmondo por mais de seis anos, Ryan O'Neal, Warren Beatty, o ator italiano Fabio Testi, com quem esteve no Brasil, Daniel Gélin, o playboy Lorenzo Rispoli, o pai de seu filho, Hamlin, e até um rápido romance com o futebolista brasileiro Paulo Roberto Falcão, em 1981.
Vivendo hoje discretamente entre Roma e os Estados Unidos, em maio de 2006, numa de suas raras aparições públicas – desde 2000 sofre de osteoporose – durante a ocasião da inauguração do Consulado Geral Suíço na Escócia, ela foi homenageada em Edimburgo com um festa pelo 70.º aniversário anos a bordo do iate da Família Real Britânica, HMY Britannia, com a presença de várias celebridades internacionais.
Andress sofre de uma forma grave de osteoporose que limita a sua mobilidade desde meados da década de 2000.

## Filmografia principal
| Ano  | Título original               |
| ---- | ----------------------------- |
| 1981 | Clash of the Titans (1981)    |
| 1978 | La montagna del dio cannibale |
| 1971 | Soleil rouge                  |
| 1967 | Casino Royale                 |
| 1966 | The Blue Max                  |
| 1965 | She                           |
| 1965 | What's New, Pussycat?         |
| 1965 | La decima vittima             |
| 1963 | Fun in Acapulco               |
| 1963 | 4 for Texas                   |
| 1962 | Dr. No                        |